# Notre-Dame-de-Stanbridge
Notre-Dame-de-Stanbridge es un municipio de la provincia de Quebec, Canadá. Está ubicado en el condado regional de Brome-Missisquoi y a su vez, en la región administrativa de Montérégie. Hace parte de las circunscripciones electorales de Brome-Missisquoi a nivel provincial y de Brome−Missisquoi a nivel federal.

## Geografía
Notre-Dame-de-Stanbridge se encuentra ubicada en las coordenadas 45°10′00″N 73°01′00″O / 45.16667, -73.01667. Según Statistics Canada, tiene una superficie total de 43,94 km² y es una de las 1134 localidades en las que está dividido administrativamente el territorio de la provincia de Quebec.

## Demografía
Según el censo de 2011, había 660 personas residiendo en este municipio con una densidad poblacional de 15 hab./km². Los datos del censo mostraron que de las 728 personas censadas en 2006, en 2011 hubo una disminución poblacional de 68 habitantes (-9,3%). El número total de inmuebles particulares resultó de 284 con una densidad de 6,46 inmuebles por km². El número total de viviendas particulares que se encontraban ocupadas por residentes habituales fue de 276.